# Lijst van burgemeesters van Hoogvliet
Dit is een lijst van burgemeesters van de voormalige Nederlandse gemeente  Hoogvliet tot die gemeente in 1934 opging in de gemeente Rotterdam.
| Ambtsperiode | Naam burgemeester                              | Partij of stroming | Bijzonderheden |
| ------------ | ---------------------------------------------- | ------------------ | --- |
| 1817 - 1831  | Dirk van 't Sant                               |                    | president van het gemeentebestuur van Hoogvliet (1807), vanaf 1817 schout en secretaris, vanaf 1825 burgemeester; overleden Hoogvliet 8-9-1831 |
| 1832 - 1834  | Alexander Arnoldus Knappert                    |                    | |
| 1834 - 1839  | Henricus Christoffel Johannes Debert Guinoseau |                    | |
| 1839 - 1851  | Petrus Cornelius Kluit                         |                    | tevens burgemeester van Poortugaal (1834-1851) en Albrandswaard (1841-1842)                                                                    |
| 1851 - 1872  | Willem Cornelis Antoni Vaupel Kleijn           |                    | tevens burgemeester van Poortugaal, eerder o.a. burgemeester van Everdingen                                                                    |
| 1873 - 1886  | J. Nolen                                       |                    | tevens burgemeester van Poortugaal, eerder burgemeester van Woerden                                                                            |
| 1886 - 1910  | Andries (A.) van der Poest Clement             |                    | tevens burgemeester van Poortugaal |
| 1910 - 1912  | Willem (W.) Paans                              |                    | later burgemeester van Numansdorp |
| 1913 - 1934  | Iman (I.) van Es                               |                    | tevens burgemeester van Pernis (1916-1934), eerder burgemeester van Scherpenisse                                                               |